# 赵梦
赵梦，（1986年8月25日—），山东威海人，毕业于北京迷笛音乐学校，新裤子乐队贝斯手，闪星乐队主唱。 

## 演艺经历
2009年10月，赵梦加入“新裤子”并接任乐队贝斯手，随新裤子赴英国参加第17届瑞丹斯电影节进行表演。  
2011年，随新裤子发行音乐专辑《Sex Drugs Internet》。 
2013年，担任闪星乐队主唱。
2016年，随新裤子发行音乐专辑《生命因你而火热》。 
2017年，随闪星乐队发行音乐专辑《充满希望》。 
2019年5月25日，随乐队参加爱奇艺原创音乐综艺节目《乐队的夏天》。 
2022年，参加芒果TV音乐竞演综艺《乘风破浪》第三季，并参加了衍生节目《乐队的海边》。

## 奖项
2018年，获得第九届中国摇滚迷笛奖，最佳年度摇滚女歌手奖。